# Izaäk Riewert Schmidt
Izaäk Riewert Schmidt (gedoopt Amsterdam, 23 december 1781 – Delft, 26 januari 1826) was een Nederlands schilder, etser, tekenaar en wiskundige.

## Leven en werk
Schmidt was een zoon van de schilder Izaäk Schmidt (1740-1818) en Maria Treiture. Hij kreeg lessen van zijn vader en van Adriaan de Lelie. Hij was aanvankelijk actief als portretschilder en tekende en etste ook. Het RKD vermeldt hem als een van de directeuren van de Stadstekenacademie in Amsterdam.
Schmidt kreeg als tiener enige tijd les in reken- en stelkunde van Jurriaen Andriessen, maar vormde grotendeels zichzelf op dit gebied. In 1800 werd hij lid, en later secretaris, van het wiskundig genootschap Een vermoeide arbeid komt alles te boven. In 1816 werd hij door hoogleraar Jacob de Gelder aangenomen als lector wiskunde aan de Artillerie- en Genieschool in Delft. Schmidt publiceerde een aantal boeken over meetkunde.
Izaäk Riewert Schmidt overleed op 44-jarige leeftijd in zijn woonplaats Delft.

## Enkele werken

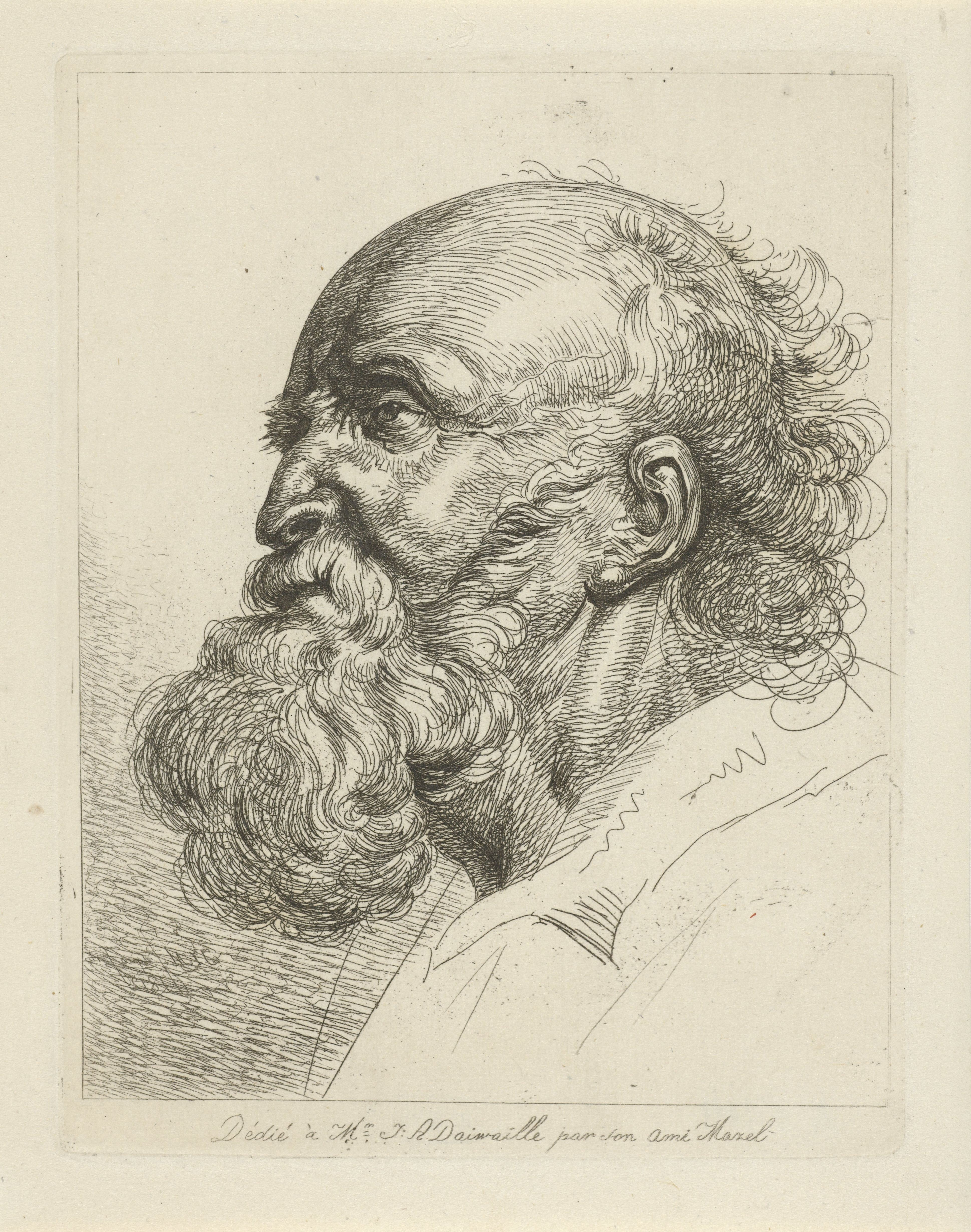
Portret van een oude man met baard, naar Rubens
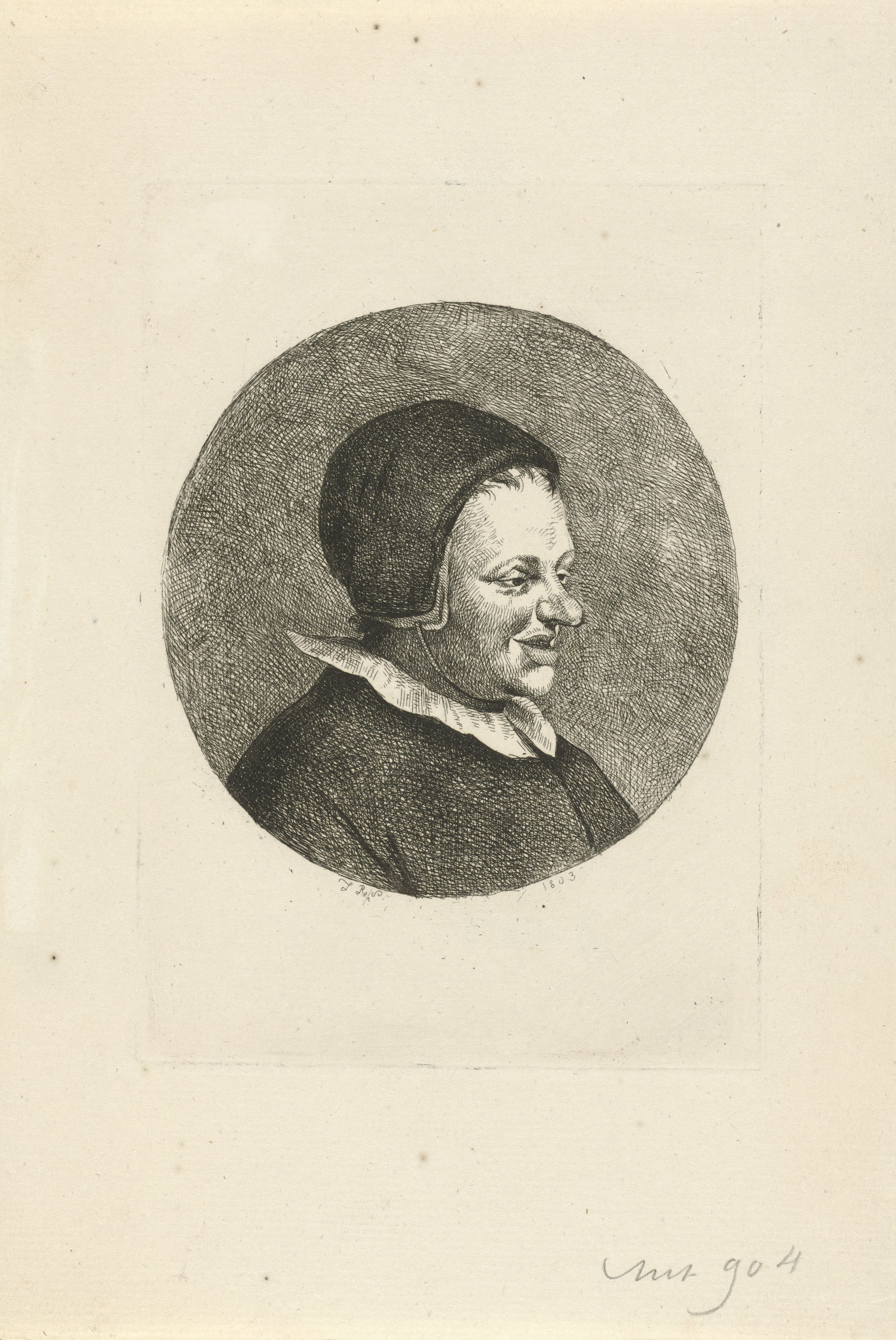
Vrouwkop met kapje
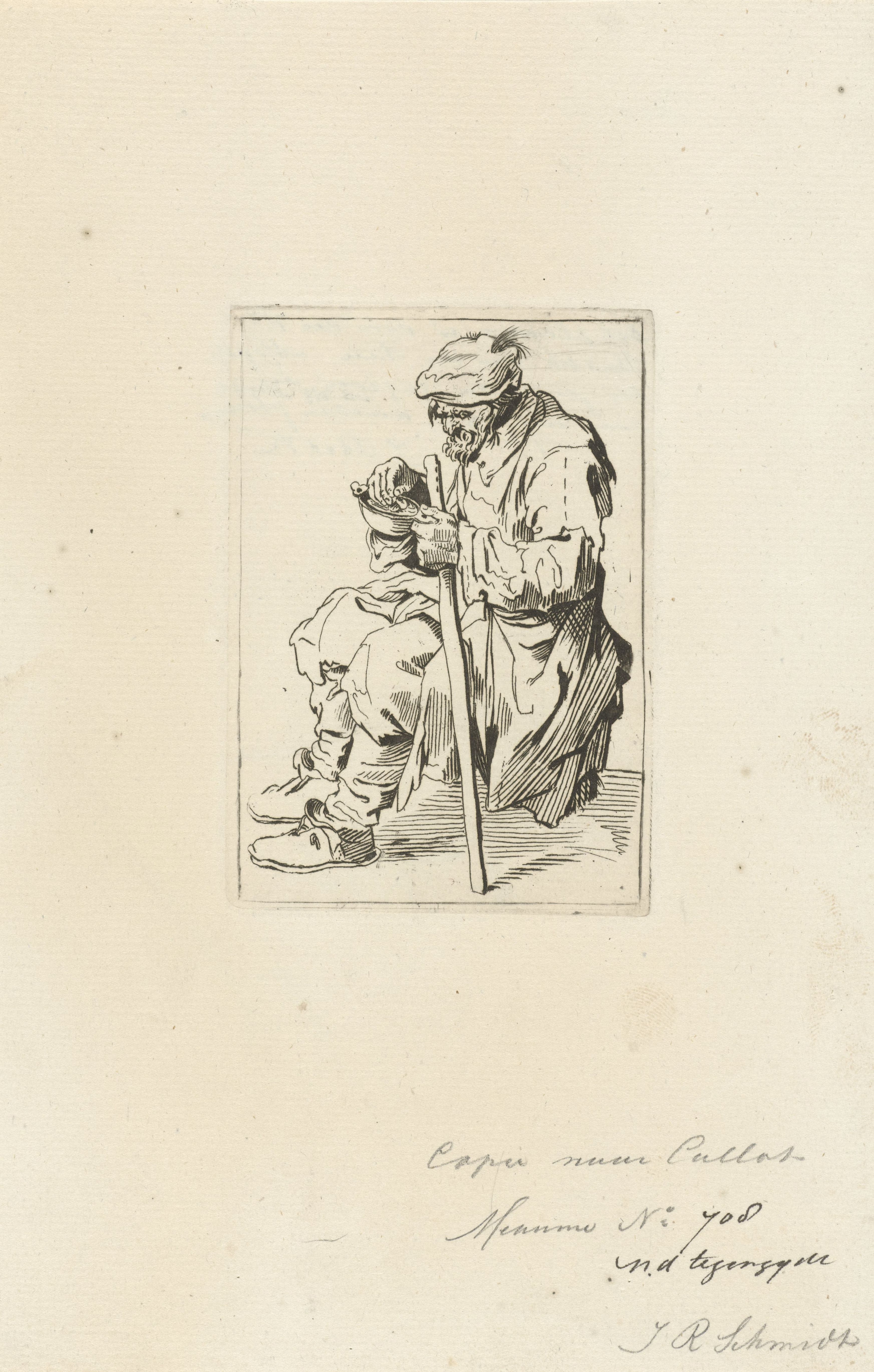
Zittende bedelaar, naar Callot

## Publicaties
- 1821: Beginselen der Meetkunst
- 1822: Grondbeginselen der beschrijvende Meetkunst
- 1822: Beginselen der Hoogere Meetkunst
- 1825: Beginselen der dynamica, ten gebruike van de kadetten der Koninklijke Artillerie- en Genieschool te Delft. Den Haag/Amsterdam: Gebroeders van Cleef.

- Biografisch Portaal: 05612848
- Digitale Bibliotheek voor de Nederlandse Letteren: schm049
- Gemeinsame Normdatei: 1234510693
- Nederlandse Thesaurus van Auteursnamen: 070356211
- RKD-Nederlands Instituut voor Kunstgeschiedenis: 70695
- Virtual International Authority File: 285798480
- WorldCat: E39PBJxrVVHc64DgtDXCqCDQbd